# Francisco de Cubas y Erice

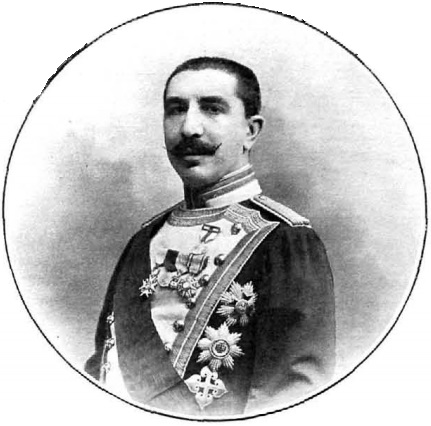
Posando para Kaulak (1911)

Francisco de Cubas y Erice (Madrid, 12 de octubre de 1862-Madrid, noviembre de 1937) fue un político y aristócrata español. Ostentó los títulos de II marqués de Cubas (título pontificio, elevado a I duque de Cubas, también pontificio, aunque sin validez en España), II marqués de Fontalba, grande de España (1910) y gentilhombre grande de España con ejercicio y servidumbre del rey Alfonso XIII y caballero del Real Cuerpo de la Nobleza de Madrid.
En 1891 contrajo matrimonio en Madrid con María de la Encarnación de Urquijo y Ussía, condesa de la Almudena. Tuvieron seis hijos: Felipe, Francisco, Estanislao, Jesús, María de las Mercedes –casada con José Ramón de Hoces y Losada, duque de Hornachuelos– y Matilde. De acuerdo a la investigación recogida en la Causa General de la dictadura franquista, Francisco de Cubas y su nieto habrían sido asesinados durante los sucesos luctuosos del llamado «túnel de la muerte de Usera» de la guerra civil española. Fue senador por la provincia de Álava y senador por derecho propio.